# Lotzwil
Lotzwil é uma comuna da Suíça, situada no distrito administrativo de Alta Argóvia, no cantão de Berna. Tem 6,02 km² de área e sua população em 2018 foi estimada em 2.565 habitantes.